# Ambrózfalva
Ambrózfalva là một thị trấn thuộc hạt Csongrád, Hungary. Thị trấn này có diện tích 11,22 km², dân số năm 2010 là 498 người, mật độ 44 người/km².